# Live at Wacken Open Air 2006
Live at Wacken Open Air 2006 è un DVD del gruppo musicale Hard rock/Heavy metal tedesco Scorpions con special guest: Michael Schenker, Uli Jon Roth, Herman Rarebell che per l'occasione hanno partecipato al concerto della band al quale hanno assistito 60.000 fan.
Il DVD è stato registrato nel 2006 ma pubblicato solo nel 2007.

## Tracce
1. Coming Home
2. Bad Boys Running Wild
3. The Zoo
4. Loving You Sunday Morning
5. Make It Real
6. Pictured Life
7. Speedy's Coming
8. We'll Burn the Sky
9. Love 'em Or Leave 'em
10. Don't Believe Her
11. Tease Me Please Me
12. Coast to Coast
13. Holiday
14. Lovedrive
15. Another Piece of Meat
16. Kottak Attack
17. Blackout
18. No One Like You
19. Six String Sting
20. Big City Nights
21. Can't Get Enough
22. Still Loving You
23. In Trance
24. Bolero
25. Ready To Sting (Appearance of the Scorpion)
26. Rock You Like a Hurricane